# 古惑狼疯狂三部曲
《古惑狼疯狂三部曲》是一款由Vicarious Visions制作、动视发行的平台类游戏。
于2017年6月30日在PlayStation 4发行，已定於2018年7月10日在 任天堂Switch、Xbox One、Windows 平台發售。本游戏是《古惑狼系列》的前三部游戏重制合集。
游戏与三部游戏内容基本类似。古惑狼通过旋转和跳跃等技术来击败敌人。
本游戏收到非常好的评价。在英国，游戏在发行的一周内成为销量最高的游戏。
本作以頑皮狗的三部舊作參考對初代、二代、三代的完全重製版，定義為動視對《古惑狼系列》的重啟作。
續作《古惑狼4：時空之旅》於2020年10月2日發售、2021年3月12日發陸新平台，為新系列第四代作品。

## 備註
1. ↑  原版遊戲由頑皮狗負責開發
2. ↑  Mancell是原版遊戲的作曲者，而本合輯的音樂則是由動視的音效團隊負責改編。

## 外部連結
- 官方网站（英文）